# Rafael Díaz-Balart
Rafael Lincoln Díaz-Balart y Gutiérrez (Banes, 17 de enero de 1926-Miami, 6 de mayo de 2005) fue un político cubano. Díaz-Balart fue líder de la llamada Mayoría en la Cámara de Representantes (1954-1958) durante la dictadura de Fulgencio Batista, y también desempeñó el cargo de subsecretario de Gobernación (1952-1954).

## Biografía
Nacido en Banes, Díaz-Balart era hijo del alcalde de Banes, Rafael José Díaz-Balart, que también fue miembro de la Cámara de Representantes en 1936. Obtuvo su título de abogado en la Universidad del Norte de Oriente, Cuba, activa desde 1955 a 1959. Durante sus 2 años de estudiante de Derecho en la Universidad de La Habana fue amigo de Fidel Castro, y fue quien lo presentó a su hermana Mirta, con quien Castro se casó en 1948. 
En 1951, siendo cuñado de Fidel Castro visitó con este al senador y expresidente Fulgencio Batista en su casa de la finca Kuquine, en La Habana; la visita duró 2 horas y Castro tuvo una buena impresión del senador y elogió su biblioteca. En 1955, Díaz-Balart dio un discurso ante la Cámara de Representantes en oposición a la amnistía concedida a su cuñado Fidel Castro, por su participación en el ataque al Cuartel Moncada (disputado). Díaz-Balart fue elegido senador en 1958, pero no pudo tomar posesión del cargo debido a la Revolución castrista que llevó al poder a Fidel Castro el 1 de enero de 1959.
Díaz-Balart fundó La Rosa Blanca, la primera organización anticastrista, en enero de 1959. Ha sido padre de cuatro hijos: dos congresistas estadounidenses, Lincoln Díaz-Balart y Mario Díaz-Balart; el periodista de televisión José Díaz-Balart, y el banquero Rafael Díaz-Balart. Además fue hermano de Mirta Díaz-Balart, la primera esposa de Fidel Castro. Su otro hermano, Waldo Díaz-Balart fue pintor y actor en dos películas de Andy Warhol en la década de 1960. 
Tras su salida con su familia de Cuba el 20 de diciembre de 1958, Rafael Díaz-Balart pasó unos años en España. Allí trabajó en Ibérica de Seguros La Providence. Luego también pasó varios años como diplomático para el gobierno de Costa Rica en Venezuela y Paraguay.
Díaz-Balart murió el 6 de mayo de 2005 en su casa de Key Biscayne, Florida tras una larga batalla con la leucemia.
El edificio que alberga la Facultad de Derecho de la Universidad Internacional de Florida fue nombrado en honor de su padre, "Rafael Díaz-Balart Hall", un edificio diseñado por el bufete Robert A. M. Stern Architects.